# International Standard Bibliographic Description
Der ISBD (engl.: International Standard Bibliographic Description = Internationaler Standard zur Beschreibung bibliographischer Daten) ist ein Standard, ein internationales Datenformat, welcher von der IFLA betreut wird. Das ISBD-Format ermöglicht eine einheitliche Beschreibung von Bibliotheksmaterialien im Zusammenhang mit der bibliothekarischen Erfassung.

## Geschichte
Der ursprüngliche Kerngedanke hinter dem ISBD-Format war es, einen bibliographischen Standard für den internationalen Datenaustausch zu entwickeln. Vorläufer der ISBD waren die Paris Principles, ein erstes international getragenes, theoretisches Grundsatzpapier zur  bibliographischen Beschreibung, das 1961 bei der Konferenz der International Federation of Library Associations (IFLA) in Paris verfasst wurde. In Folge entstand 1969 die Idee, einen internationalen Standard für die bibliografische Beschreibung zu entwickeln. 1971 erschien die ISBD für Monographien.
Bei der IFLA gibt es eine eigene Arbeitsgruppe, die für die Weiterentwicklung des ISBD verantwortlich ist. Die letzte Version des ISBD wurde 2011 vorgestellt.

## Struktur
So sieht eine Aufnahme im ISBD-Format nach den Regeln für die Formalkatalogisierung aus:
Kopf in der Ansetzungsform (HE):
Sachtitel : erster Zusatz ; weiterer Zusatz / Verfasserangabe
Ausgabenbezeichnung
Erscheinungsort : Verlag, Erscheinungsjahr
Umfangsangabe : Illustrationsangabe + Angabe von Begleitmaterial – (Gesamttitel ; Bandzählung)
ISBN, ISSN
Aufführung des ersten Bandes
Aufführung des zweiten Bandes
…
NE: Hinweis auf erste NE; Hinweis auf weitere NE